# Арез
Арез (фр. Areuse) — річка, що протікає у кантоні Невшатель Швейцарії. Має довжину 32 км, впадає в Невшательське озеро біля Будрі.
Воду використовують для промислового і побутового водопостачання, зрошування.

## Галерея

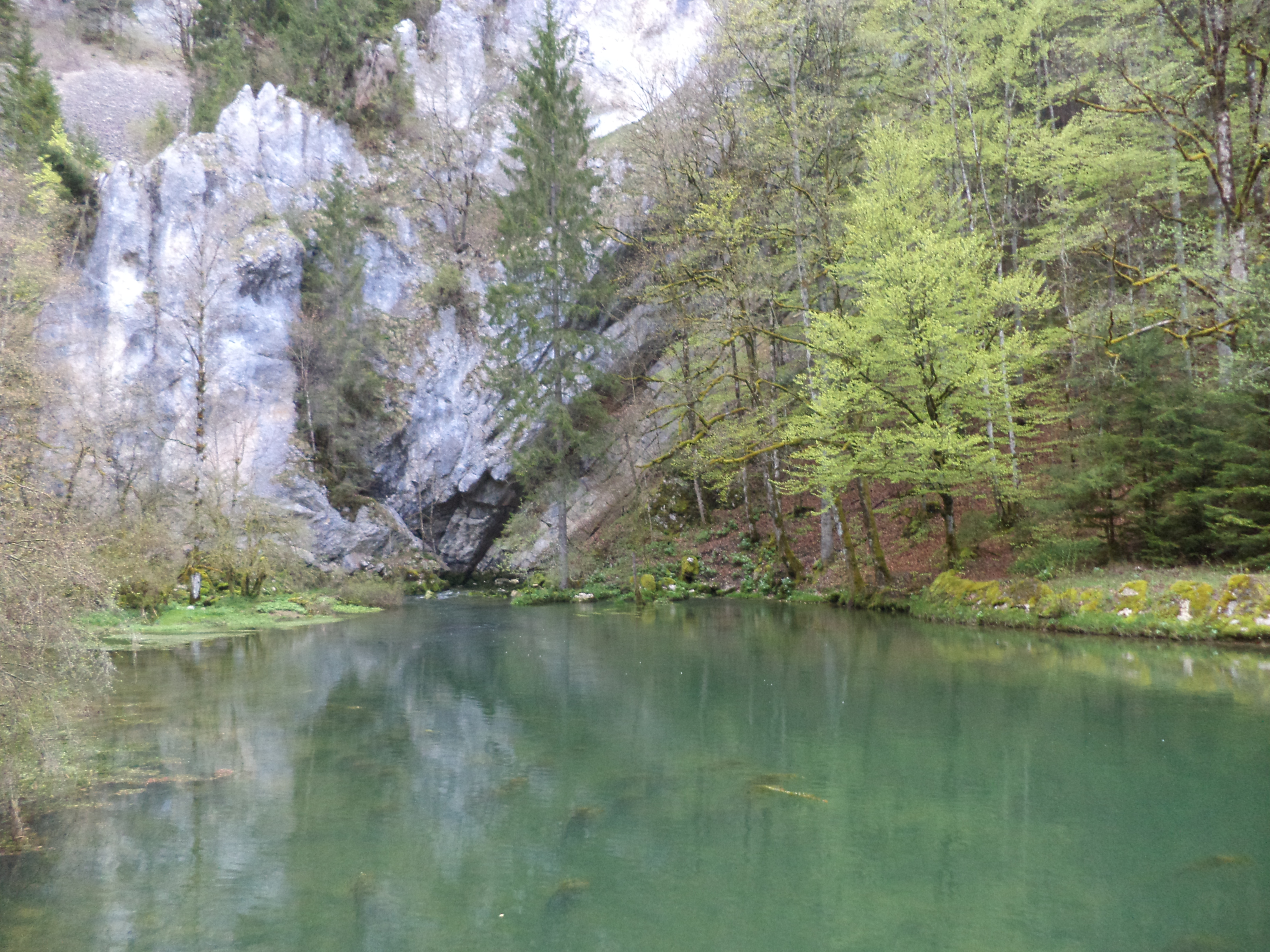
Карстове джерело Арез
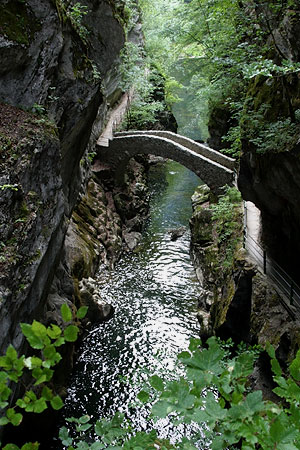
Міст через Арез поблизу Будрі